# Willem ten Boom
Willem ten Boom (Amsterdam, 21 november 1886 - Hilversum, 13 december 1946) was een Nederlandse predikant en jodenzendeling. Het meest bekend is hij geworden door wat hij heeft betekend voor het denken over de verhouding tussen joden en christenen. Verder schreef hij enkele boeken over het oudste deel van de Bijbel, het Oude Testament. Zijn jongere zus was de evangeliste Corrie ten Boom, aan wie in Haarlem het Corrie ten Boomhuis is gewijd, een museum dat ook aandacht schenkt aan broer Willem.

## Levensloop

#### Jeugd
Ten Boom, geboren in Amsterdam, maar opgegroeid in Haarlem, was de zoon van Casper ten Boom, een internationaal bekende klokkenmaker, en Cornelia Johanna Arnolda Luitingh. Willem ten Boom had een oudere zus (Betsie) en twee jongere (Nollie en Corrie). In het gezin Ten Boom speelde het christelijk geloof een belangrijke rol. Er heerste een blijmoedige vroomheid, die uiting vond in Bijbelstudie, samenzang, zendingsactiviteiten en geloofsgesprekken. Hoewel Ten Boom was voorbestemd om zijn vader op te volgen in de horloge- en klokkenmakerswinkel, koos hij er voor om theologie te gaan studeren in Leiden, daarin overigens gesteund door met name zijn vader.

#### Studie en hulppredikantsschap
Ten Boom studeerde in Leiden vanaf 1906, was daar lid van studentenvereniging Quisque Suis Viribus (Q.S.V.) en   
voltooide zijn opleiding in 1912 door het behalen van zijn kerkelijk examen. Wat volgde waren betrekkingen als hulppredikant te Uithuizen, Kollumerzwaag en IJmuiden, waarin hij zich kon voorbereiden op het werk als voltijds predikant.

#### Predikantsjaren
Op 3 september 1916 deed Ten Boom intrede als predikant in het Noord-Brabantse Made en Drimmelen. Enkele dagen daarvoor was hij getrouwd met Christina (Tine) van Veen. In Made en Drimmelen bleef Ten Boom een kleine vijf jaar, waarna hij een beroep ontving uit Zuylen, het aan de stad Utrecht grenzende dorpje aan de Vecht. Ten Boom, zijn vrouw en hun twee kinderen (Casper en Hemmy) verhuisden daarheen in mei 1920. In Zuylen werden in 1920 Christiaan (Kik) en in 1921 Nollie geboren.

#### Predikant-zendeling onder Israël
Ook in Zuylen bleef Ten Boom echter niet lang. Het werk als gemeentepredikant kon hem geen volle bevrediging schenken en bovendien had, zoals hij dat zelf zei, “het zendingsinsekt hem gebeten”. De volgende stap in zijn loopbaan was er dan ook niet een naar een volgende gemeente maar naar een benoeming als predikant-zendeling in dienst van de Nederlandse Vereniging voor Israël (NVVI), een uit het Reveil stammende vereniging die tot doel had Israël tot Christus te brengen en de Christenen op Israël te wijzen. Deze benoeming vond plaats op 15 september 1925. Als voorbereiding op zijn nieuwe werk als zendeling studeerde Ten Boom van 18 december 1925 tot 1 maart 1927, overigens niet onafgebroken, aan het Delitzschianum te Leipzig. Aan de universiteit van Leipzig voltooide Ten Boom in 1928 zijn dissertatie over het rassen-antisemitisme (zie onder), op grond waarvan hij promoveerde tot doctor in de filosofie. De rest van zijn leven wijdde Ten Boom aan de jodenzending en het schrijven van boeken over de schoonheid en de waarde van het Oude Testament. Sinds zijn aanstelling bij de NVVI woonde hij met zijn gezin aan de Surinamelaan te Hilversum. Daar liet hij naast zijn eigen huis een villa verrijzen, waar hij geestelijk en lichamelijk kwetsbare mensen opving. Dit zorginternaat werd door hem en zijn vrouw Tine, die leiding gaf aan het internaat, "Theodotion" (Godsgeschenk) genoemd. Theodotion bood in de oorlogsjaren en al lang daarvoor ook plaats voor joodse vluchtelingen uit Duitsland en Nederland. Zijn zoon Kik was ook zeer actief in het verzet. Deze werd in augustus 1944 gepakt en overleed, vermoedelijk in concentratiekamp Bergen-Belsen.

#### Padvinderij
Hij was betrokken bij de padvinderij in Hilversum. Hij was in 1932 één van de oprichters van de protestants-christelijke Heideparkgroep in Hilversum. Zijn zoon Kik ten Boom was een van de leden. Willem is tot zijn levenseinde betrokken geweest bij de Heideparkgroep; hij was groepsgeestelijke en voorzitter van de groepscommissie. Na zijn dood is in Hilversum een padvindergroep naar hem en zijn familie vernoemd, de Ten Boomgroep.

#### Levenseinde
Uiteindelijk overleed Ten Boom eind 1946 in zijn huis te Hilversum aan een ziekte die hij tijdens de oorlog in gevangenschap had opgelopen. Zijn graf op de Noorderbegraafplaats te Hilversum wordt beheerd door de Nederlandse Oorlogsgravenstichting.

## Over het antisemitisme
Het thema dat in alle preken, boeken en artikelen van Ten Boom terugkomt is de rassenkwestie en, in het bijzonder, het rassen-antisemitisme. Aan dit onderwerp wijdde Ten Boom dan ook zijn dissertatie, die als titel meekreeg: Die Entstehung des modernen Rassen-Antisemitismus (besonders in Deutschland) (Leipzig, 1928). Daarin beschrijft Ten Boom hoe antisemitisme, een verschijnsel dat al eeuwenlang voorkwam in Europa, in de 19e en 20e eeuw "moderne" trekjes kreeg, waardoor het in zijn ogen een destructief verschijnsel zou kunnen worden. Met "modern" wordt, anders dan tegenwoordig, door Ten Boom bedoeld dat het voortkwam uit een Verlichtingsdenken waarin door humanisme en rationalisme ineens de biologisch-naturalistische kijk op de werkelijkheid grote zeggingskracht kreeg. Het al eeuwen bestaande antisemitisme, dat met name werd veroorzaakt door verschillen in cultuur en godsdienst, werd nu ineens een rassenkwestie; het anders zijn van joden werd benadrukt door hen specifiek als ras, en dan ook nog een zogenaamd onzuiver ras, apart te zetten. Het nationalisme, dat ook in die tijd opbloeide, was volgens Ten Boom de laatste duw die het rassen-antisemitisme "nodig had" om een destructieve kracht in de wereldgeschiedenis te worden. Ten Boom zag het gevaar in 1928 duidelijk in. Zijn oplossing was om verschillen in rassen niet te ontkennen, maar geen waarderend, dus hiërarchisch onderscheid te maken. In plaats daarvan pleitte hij ervoor verschillen te zien in het licht van de Schepper, die de mens in verscheidenheid heeft geschapen. Door dus niet de mens, maar God in het centrum van het denken te plaatsen, hoopte Ten Boom het gevaar van het rassen-antisemitisme af te wenden.
|        |        |        |        | Casper ten Boom    | Casper ten Boom    | Casper ten Boom    | Casper ten Boom    | Casper ten Boom    | Casper ten Boom    |                  |                  | Cornelia Luitingh | Cornelia Luitingh | Cornelia Luitingh | Cornelia Luitingh | Cornelia Luitingh | Cornelia Luitingh |                  |                  |                  |                  |               |               |               |               |        |        |             |             |             |             |             |             |       |       |                  |                  |                  |                  |                  |                  |        |        |                             |                             |                             |                             |                             |                             |       |       |                   |                   |                   |                   |                   |                   |       |       |       |       |
|        |        |        |        | Casper ten Boom    | Casper ten Boom    | Casper ten Boom    | Casper ten Boom    | Casper ten Boom    | Casper ten Boom    |                  |                  | Cornelia Luitingh | Cornelia Luitingh | Cornelia Luitingh | Cornelia Luitingh | Cornelia Luitingh | Cornelia Luitingh |                  |                  |                  |                  |               |               |               |               |        |        |             |             |             |             |             |             |       |       |                  |                  |                  |                  |                  |                  |        |        |                             |                             |                             |                             |                             |                             |       |       |                   |                   |                   |                   |                   |                   |       |       |       |       |
|        |        |        |        |                    |                    |                    |                    |                    |                    |                  |                  |                   |                   |                   |                   |                   |                   |                  |                  |                  |                  |               |               |               |               |        |        |             |             |             |             |             |             |       |       |                  |                  |                  |                  |                  |                  |        |        |                             |                             |                             |                             |                             |                             |       |       |                   |                   |                   |                   |                   |                   |       |       |       |       |
|        |        |        |        |                    |                    |                    |                    |                    |                    |                  |                  |                   |                   |                   |                   |                   |                   |                  |                  |                  |                  |               |               |               |               |        |        |             |             |             |             |             |             |       |       |                  |                  |                  |                  |                  |                  |        |        |                             |                             |                             |                             |                             |                             |       |       |                   |                   |                   |                   |                   |                   |       |       |       |       |
|        |        |        |        | Elisabeth “Betsie” | Elisabeth “Betsie” | Elisabeth “Betsie” | Elisabeth “Betsie” | Elisabeth “Betsie” | Elisabeth “Betsie” |                  |                  | Willem            | Willem            | Willem            | Willem            | Willem            | Willem            |                  |                  | Tine van Veen    | Tine van Veen    | Tine van Veen | Tine van Veen | Tine van Veen | Tine van Veen |        |        | Hendrik-Jan | Hendrik-Jan | Hendrik-Jan | Hendrik-Jan | Hendrik-Jan | Hendrik-Jan |       |       | Arnolda “Nollie” | Arnolda “Nollie” | Arnolda “Nollie” | Arnolda “Nollie” | Arnolda “Nollie” | Arnolda “Nollie” |        |        | Frederik “Flip” van Woerden | Frederik “Flip” van Woerden | Frederik “Flip” van Woerden | Frederik “Flip” van Woerden | Frederik “Flip” van Woerden | Frederik “Flip” van Woerden |       |       | Cornelia “Corrie” | Cornelia “Corrie” | Cornelia “Corrie” | Cornelia “Corrie” | Cornelia “Corrie” | Cornelia “Corrie” |       |       |       |       |
|        |        |        |        | Elisabeth “Betsie” | Elisabeth “Betsie” | Elisabeth “Betsie” | Elisabeth “Betsie” | Elisabeth “Betsie” | Elisabeth “Betsie” |                  |                  | Willem            | Willem            | Willem            | Willem            | Willem            | Willem            |                  |                  | Tine van Veen    | Tine van Veen    | Tine van Veen | Tine van Veen | Tine van Veen | Tine van Veen |        |        | Hendrik-Jan | Hendrik-Jan | Hendrik-Jan | Hendrik-Jan | Hendrik-Jan | Hendrik-Jan |       |       | Arnolda “Nollie” | Arnolda “Nollie” | Arnolda “Nollie” | Arnolda “Nollie” | Arnolda “Nollie” | Arnolda “Nollie” |        |        | Frederik “Flip” van Woerden | Frederik “Flip” van Woerden | Frederik “Flip” van Woerden | Frederik “Flip” van Woerden | Frederik “Flip” van Woerden | Frederik “Flip” van Woerden |       |       | Cornelia “Corrie” | Cornelia “Corrie” | Cornelia “Corrie” | Cornelia “Corrie” | Cornelia “Corrie” | Cornelia “Corrie” |       |       |       |       |
|        |        |        |        |                    |                    |                    |                    |                    |                    |                  |                  |                   |                   |                   |                   |                   |                   |                  |                  |                  |                  |               |               |               |               |        |        |             |             |             |             |             |             |       |       |                  |                  |                  |                  |                  |                  |        |        |                             |                             |                             |                             |                             |                             |       |       |                   |                   |                   |                   |                   |                   |       |       |       |       |
|        |        |        |        |                    |                    |                    |                    |                    |                    |                  |                  |                   |                   |                   |                   |                   |                   |                  |                  |                  |                  |               |               |               |               |        |        |             |             |             |             |             |             |       |       |                  |                  |                  |                  |                  |                  |        |        |                             |                             |                             |                             |                             |                             |       |       |                   |                   |                   |                   |                   |                   |       |       |       |       |
| Casper | Casper | Casper | Casper | Casper             | Casper             |                    |                    | Hermanna “Hemmy”   | Hermanna “Hemmy”   | Hermanna “Hemmy” | Hermanna “Hemmy” | Hermanna “Hemmy”  | Hermanna “Hemmy”  |                   |                   | Christiaan “Kik”  | Christiaan “Kik”  | Christiaan “Kik” | Christiaan “Kik” | Christiaan “Kik” | Christiaan “Kik” |               |               | Nollie        | Nollie        | Nollie | Nollie | Nollie      | Nollie      |             |             | Jacob       | Jacob       | Jacob | Jacob | Jacob            | Jacob            |                  |                  | Agatha           | Agatha           | Agatha | Agatha | Agatha                      | Agatha                      |                             |                             | Peter                       | Peter                       | Peter | Peter | Peter             | Peter             |                   |                   | Cocky             | Cocky             | Cocky | Cocky | Cocky | Cocky |

- Biografisch Portaal: 49145431
- Gemeinsame Normdatei: 1216127832
- International Standard Name Identifier: 0000 0003 9782 6345
- Nationale Bibliotheek van Israël: 987007509623205171
- Nederlandse Thesaurus van Auteursnamen: 091407036
- Virtual International Authority File: 212805725
- WorldCat: E39PBJqQwfvVMbD7QjpKWck7HC